# Sarah Hargreaves
Sarah Hargreaves (* 17. Mai 1989 in Fårevejle, Dänemark) ist eine dänisch-britische Handballspielerin.
Hargreaves begann das Handballspielen bei Quick 70. Daraufhin hütete sie das Tor bei HK Lammefjorden, VRI, IK Skovbakken und TMS Ringsted. Im Sommer 2008 unterschrieb die Tochter einer Dänin und eines Briten einen Vertrag beim dänischen Erstligisten Team Esbjerg. Später schloss sie sich Slagelse FH an, für den sie bis zum Saisonende 2011/12 auflief.
Hargreaves gehört dem Kader der britischen Handballnationalmannschaft an. Sie gehörte zum britischen Aufgebot, das an den Olympischen Sommerspielen 2012 in London teilnahm.
Hargreaves schloss sich zur Saison 2014/15 dem dänischen Drittligisten Holbæk HK an.